# 朝倉慶
朝倉 慶（あさくら けい、1954年 - ）は、日本の経済評論家。埼玉県出身。本名 菅 宏

## 経歴
1977年、明治大学政治経済学部卒。3年間の証券会社勤務を経て経済評論家になる。主に日本株式に関した多数の著書の他に、ネットやラジオの定期レポートの発信（一部有料）や各地での経済講演会を行っている。2009年には、アメリカがリーマンショックに懲りずに、マネーゲームに傾倒しており再び資本主義の混乱とインフレーションの時代が到来するとして警鐘を鳴らしている。2012年、株式会社アセットマネジメントあさくらを設立し、代表取締役に就任。経済予測の超プロと呼ばれている。新聞に経済評論が掲載されたりもしている。舩井幸雄も「経済予測の超プロ」と評価している。

## ラジオ
- ラジオNIKKEI第一　毎週金曜日に｢朝倉慶の株式フライデー｣として、中長期投資で重要となる注目ポイントを解説していた。

## WEB
- 楽天証券ホームページの投資コラム＆レポートの欄で、2015年8月より10回連続で経済コラムを担当。

## 著書
著書は2015年の段階で、すべてアマゾンの経済本週間ランキング1位を獲得している。
- 大恐慌入門  何が起こっているか? 徳間書店　2008年 ISBN 978-4198626617
- 日本人を直撃する大恐慌 (家族で読める family book series 001) 飛鳥新社 2009年 ISBN 978-4870319257[3]
- すでに世界は恐慌に突入したーデリバティブとドルはあと数年で崩壊する!! ビジネス社 2009年 ISBN 978-4828415475[2]
- 恐慌第2幕 ゴマブックス 2009年 ISBN 978-4777112449
- 裏読み日本経済 本当は何が起きているのか 徳間書店　2010年 ISBN 978-4198628529[7]
- 2011年 本当の危機が始まる！　ダイヤモンド社　2010年 ISBN 978-4478014660
- もうこれは世界大恐慌　超インフレの時代にこう備えよ！徳間書店　2011年 ISBN 978-4198633110
- 2012年、日本経済は大崩壊する！ 幻冬舎　2011年 ISBN 978-4344020160
- アメリカが暴発する! 大恐慌か超インフレだ ビジネス社 2012年 ISBN 978-4828416809
- 2013年、株式投資に答えがある ビジネス社 2012年 ISBN 978-4828416694
- 株バブル勃発、円は大暴落 amazon kindle 2013年　ASIN: B00CPOBEA4
- すべての富を中国が独り占めする(監修)　ビジネス社　2013年 ISBN 978-4828417189
- 朝倉慶の今から儲かる、これから爆騰する株83銘柄 廣済堂出版　2013年 ISBN 978-4331802311
- 2014年 インフレに向かう世界 徳間書店 2013年 ISBN 978-4198636692
- 失速する世界経済と日本を襲う円安インフレ ビジネス社　2014年 ISBN 978-4828417813
- 株は再び急騰、国債は暴落へ 幻冬舎 2014年 ISBN 978-4344026117
- 株、株、株！　もう買うしかない 徳間書店　2015年 ISBN 978-4198639433
- 世界経済のトレンドが変わった! 襲いかかる負の連鎖　幻冬舎　2016年 ISBN 978-4344029019
- 暴走する日銀相場 徳間書店　2016年 ISBN 978-4198642747